# Bataille de l'aéroport de Hostomel
Vous lisez un « bon article » labellisé en 2024.
Pour un article plus général, voir Offensive de Kiev.
Ne doit pas être confondu avec Bataille de Hostomel.
Invasion de l'Ukraine par la Russie de 2022
Batailles
La bataille de l'aéroport de Hostomel, également connue sous le nom de bataille de l'aéroport d'Antonov, est un engagement survenu les 24 et 25 février 2022 lors de l'invasion de l'Ukraine par la Russie, opposant les forces armées ukrainiennes aux forces armées russes.
Elle est qualifiée par les analystes Liam Collins, Michael Kofman et John Spencer de « bataille la plus critique de la guerre russo-ukrainienne ». En effet, la prise rapide de l'aéroport de Hostomel par une petite force de parachutistes devait permettre à la Russie de faire transiter par avion un grand nombre d'hommes et d'acheminer du matériel à proximité directe de la capitale ukrainienne, pour pouvoir rapidement « décapiter » le régime ukrainien et le remplacer par un régime pro-russe. Le plan d'invasion de l'armée russe repose exclusivement sur la prise de l'aéroport, sans véritable alternative.
Cependant, la bataille ne se déroule pas selon les plans russes : la force d'attaque transportée par hélicoptères subit des pertes avant même d'atteindre l'aéroport et se heurte à une résistance bien plus farouche que prévu de la part des éléments de seconde zone qui défendent l'aéroport. Après deux heures d'échanges de tirs et des pertes importantes, les parachutistes russes réussissent tout de même à accomplir leur mission, mais les renforts initialement prévus n'arrivent pas. Dans la soirée du 24 février 2022, une contre-attaque ukrainienne les chasse de l'aéroport, avant que les Ukrainiens ne soient obligés de l'abandonner à nouveau face à l'avancée des troupes russes venues de Biélorussie. Malgré tout, des bombardements efficaces de la part de l'armée ukrainienne détruisent la piste et empêchent les Russes de mener à bien leur plan.
La victoire ukrainienne à Hostomel a des conséquences profondes pour l'invasion russe de l'Ukraine. Elle résulte d'un certain nombre d'erreurs de la part de la Russie : incapacité à détruire les défenses antiaériennes ukrainiennes, sous-estimation de la volonté de résistance ennemie, incapacité des différents éléments de l'armée russe à se coordonner pour une opération complexe, manque de réactivité face à un imprévu, etc. Avec l'échec de la prise de l'aéroport de Hostomel, l'armée russe se retrouve sans plan alternatif et doit se résoudre à tenter de prendre Kiev frontalement dans une bataille urbaine sans en avoir les moyens, aussi bien humains que matériels, et sans y être entraînée. Après un mois de combats autour de Kiev et face à des pertes très importantes, l'armée russe se retire du nord de l'Ukraine et se concentre sur une guerre d'attrition dans le Donbass, loin de ses objectifs initiaux de guerre éclair.
L'attaque de l'aéroport de Hostomel n'est pas un plan original dans la mesure où des opérations très similaires ont été menées à plusieurs reprises par l'URSS et la Russie entre 1968 et 2014. L'idée de prendre un aéroport pour pouvoir fondre ensuite sur la capitale d'un pays et s'en emparer rapidement est même décrite comme faisant partie du « manuel d'invasion russe » par Kevin D. Stringer et Heather S. Gregg. Cependant, alors que toutes les opérations précédentes ont été des réussites, l'armée ukrainienne réussit pour la première fois à contrer cette tactique russe.
L'unique exemplaire de l'avion Antonov An-225 Mriya, le plus gros avion-cargo au monde, est presque complètement détruit dans cette bataille.

## Contexte

### Invasion russe de l'Ukraine et plans de prise de Kiev

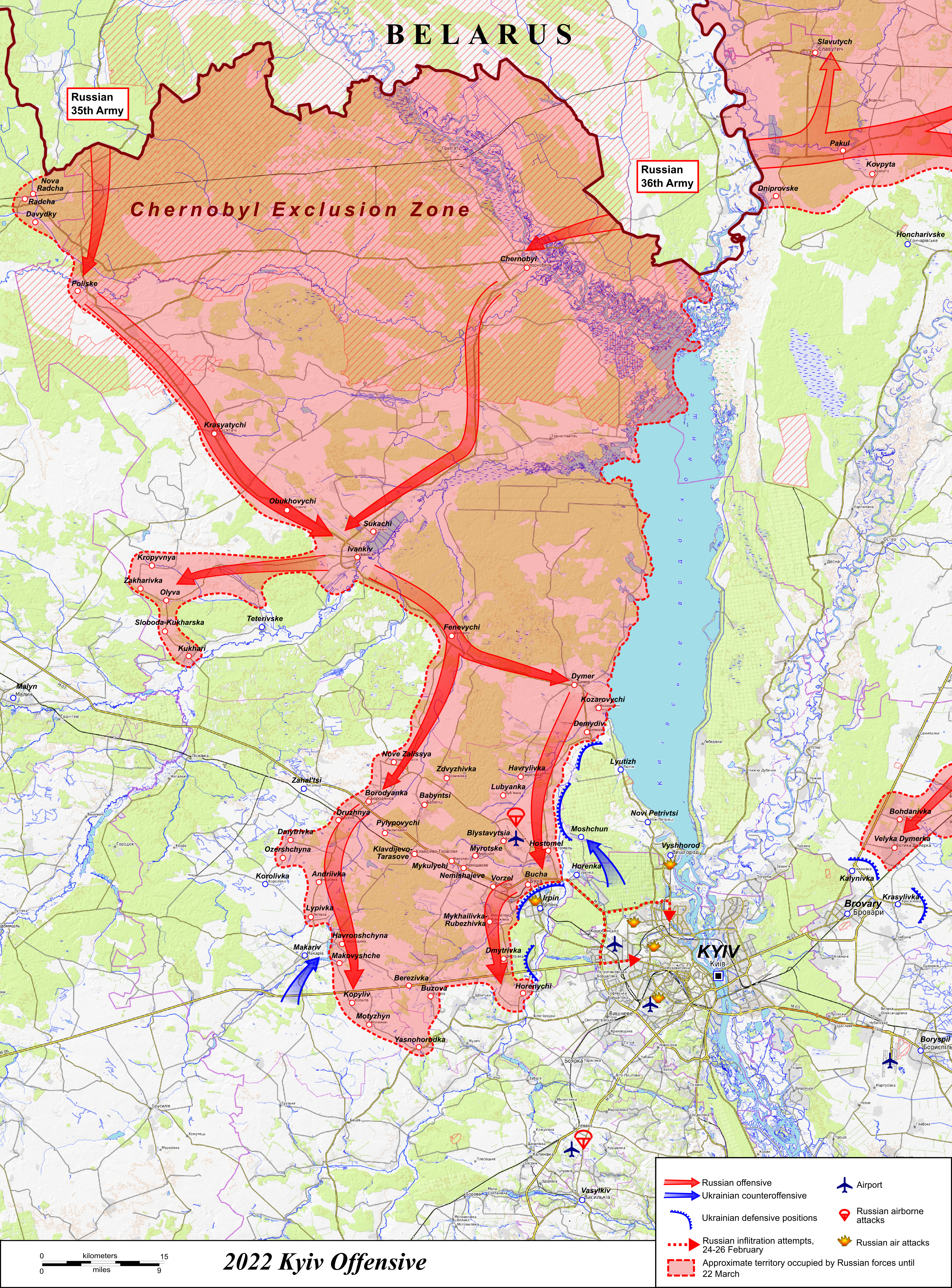
Carte de l'offensive russe sur Kiev, entre le 24 février et le 14 mars 2022.

Les intentions russes d'envahir l'Ukraine commencent à être publiquement connues à l'automne 2021, lorsque le Washington Post publie des informations selon lesquelles la Russie masse des troupes et du matériel le long de sa frontière avec l'Ukraine. Malgré les avertissements occidentaux, l'entourage du président ukrainien, Volodymyr Zelensky tente de rassurer la population et les investisseurs étrangers en minimisant le risque d'une guerre ouverte après une dizaine d'années de guerre larvée dans le Donbass.
Cependant, le directeur de la CIA, William Joseph Burns, se rend secrètement à Kiev en janvier 2022 pour informer précisément le Président Zelensky des plans d'attaque russes au cours d'une réunion qualifiée de « décisive ». Il rapporte en effet au président ukrainien que, selon ses informations, la Russie cherchera à prendre Kiev en partant de la Biélorussie pour « décapiter » le régime et le remplacer par un gouvernement fantoche. Au cours de ces échanges, William Burns mentionne le plan russe de s'emparer d'un aéroport au nord-est de Kiev et de s'en servir pour débarquer rapidement des troupes pour prendre la ville.
Dans le détail, le plan de l'armée russe implique un assaut aéroporté sur l'aéroport de Hostomel, synchronisé avec des actions de forces spéciales directement dans Kiev et avec une avancée rapide du gros des troupes russes depuis la frontière biélorusse, à une distance assez réduite de la capitale ukrainienne. Le but initial de ce plan n'a probablement jamais été de prendre Kiev par la force avec les troupes venues de Biélorussie. Il s'agit plutôt de mener ses forces dans une capitale dont les dirigeants auraient déjà capitulé face aux forces spéciales. Pour réussir ce plan, la Russie doit parvenir à renforcer rapidement le petit élément aéroporté chargé de s’emparer de la piste de Hostomel afin de tenir l'aéroport pour débarquer de nouvelles forces. Une telle opération demande une synchronisation parfaite pour éviter tout retard, chose qui se révèlera par la suite quasiment impossible étant donné que les troupes russes n'ont jamais répété et partent du principe qu'elles ne rencontreront que peu d'opposition.

### Aéroport de Hostomel

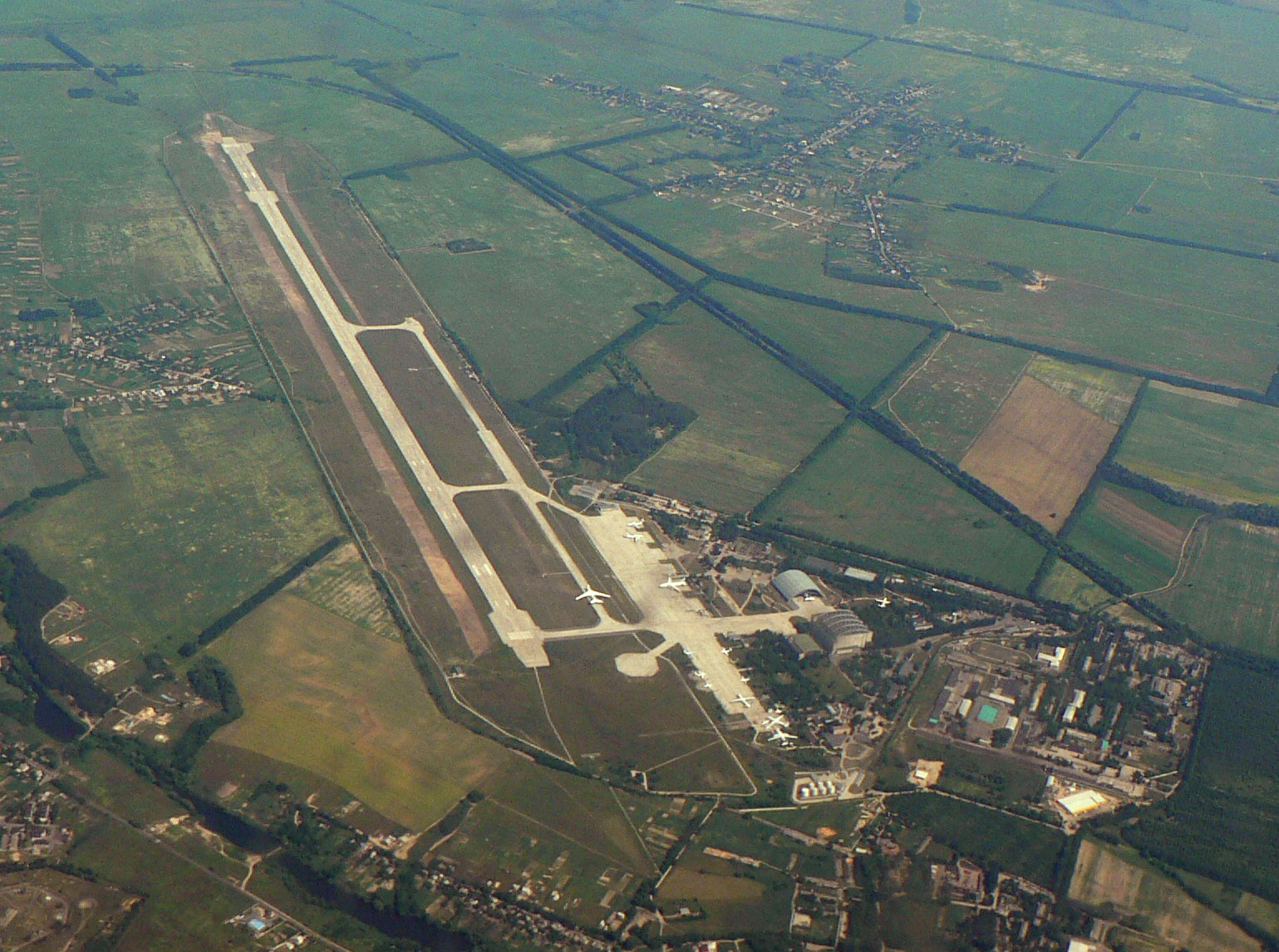
L'aéroport de Hostomel dans les années 2000. En bas à droite de l'image (au sud-est) se trouvent les deux grands hangars du complexe ainsi que les nombreux bâtiments, civils comme militaires.

L'aéroport de Hostomel (ou aéroport Antonov) est situé à seulement 25 km du centre de Kiev, et présente de nombreux avantages d'un point de vue militaire. Étant la base opérationnelle de l'entreprise de construction aéronautique Antonov, ainsi que le lieu de stationnement du plus gros avion cargo au monde (l'Antonov An-225 Mriya), l'aéroport est parfaitement adapté pour recevoir des gros-porteurs militaires capables de débarquer rapidement un grand nombre d'hommes et beaucoup de matériel (il est d'ailleurs utilisé pour cela par l'armée ukrainienne). En plus de sa proximité avec Kiev, l'aéroport est aussi proche de l'autoroute E373, qui mène directement à la capitale ukrainienne.
L'aéroport est constitué d'une piste de 3 500 m de long, de deux grands hangars, dont l'un est dédié au Mriya, d'une tour de contrôle et de nombreux bâtiments, tous situés au sud-est de la piste, qui abritent des militaires et des travailleurs civils d'Antonov.

### Défenses ukrainiennes

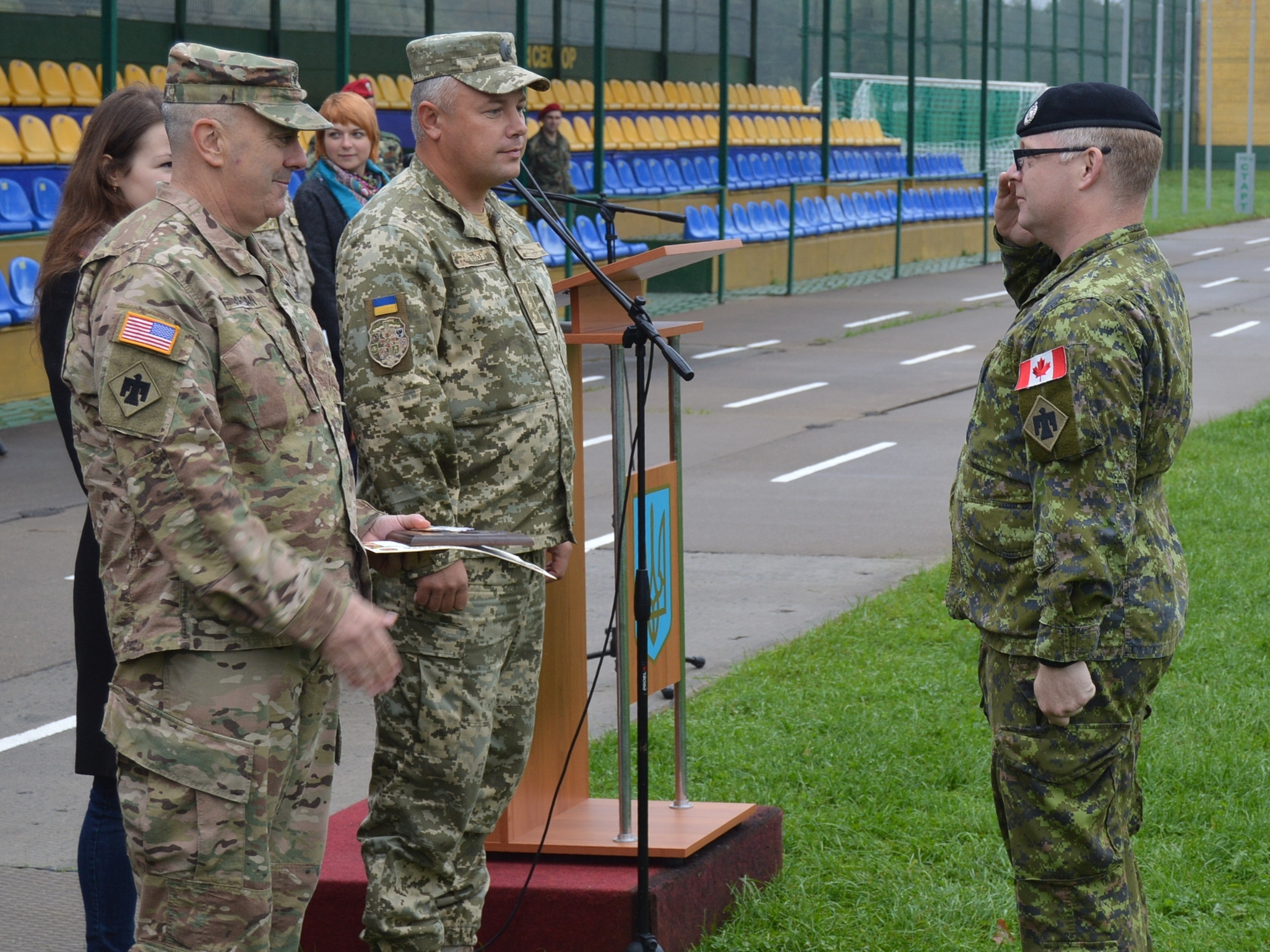
Militaires américains (colonel David Jordan, commandant de la d'infanterie et du Joint Multinational Training Group-Ukraine), ukrainiens (Serhiy Litvinov) et canadiens lors de l'exercice Rapid trident 2017.

L'aéroport Antonov est défendu principalement par des éléments de la 4e brigade de réaction rapide, une brigade de la Garde nationale de l'Ukraine qui dispose de baraquements sur place. La 4e brigade de réaction rapide est une unité formée en 2015 mais entraînée selon les normes de l'OTAN en 2021. Elle a notamment été entraînée en mai et juin 2021 par des éléments des forces armées canadiennes déployées en Ukraine dans le cadre de l'opération Unifier. Elle a ensuite pris part en septembre de la même année à l'exercice conjoint américano-ukrainien Rapid trident. Cependant, en décembre 2021, l'essentiel de la brigade est déployée dans l'est de l'Ukraine pour faire face aux menaces d'invasion russe.
En conséquence, la défense de l'aéroport de Hostomel incombe à une compagnie d'environ 200 militaires peu expérimentés (essentiellement des conscrits et une poignée de soldats professionnels encadrés par un faible nombre d'« officiers administratifs », plutôt que des officiers de terrain). Peu de ces troupes ont une réelle expérience du combat (seulement une vingtaine des militaires présents, environ). Les troupes de défense sont équipées de fusils d'assaut de la famille Kalachnikov (surtout du modèle AK-74) ainsi que de systèmes de missiles sol-air soviétiques 9K38 Igla, datant des années 1970-1980. En termes de matériel lourd, les défenseurs de l'aéroport disposent de quelques BTR (véhicule)s, utilisés pour faire la navette entre les baraquements et l'aéroport. L'élément antiaérien est également équipé d'un unique canon antiaérien soviétique ZU-23-2 (datant des années 1960). En outre, les militaires ukrainiens sont appuyés par deux obusiers D-30 de calibre 122 mm. La garnison dispose également de peu de munitions, que ce soit pour ses lance-missiles ou son unique canon antiaérien, ce qui va forcer les défenseurs à lutter contre les hélicoptères d'attaque russes avec leurs armes légères.
| - Un système complet de lance-missiles portatif 9K-338 Igla-S, comprenant le missile, son tube et sa poignée de tir. - Canons antiaériens ZU-23-2, utilisés ici par les forces armées biélorusses. |

Les préparatifs pour la défense de l'aéroport de Hostomel ne sont pas très visibles pour les travailleurs civils qui occupent principalement le site. Certains d'entre-eux remarquent en janvier 2022 une visite de représentants de la CIA, de la Defense Intelligence Agency et de diplomates américains pour évaluer la vulnérabilité de l'aéroport en cas d'attaque russe. Des officiers ukrainiens installent le mois suivant des caméras autonomes en énergie et transmettant leurs images en temps réel par le réseau 4G. Ces caméras seront inexplicablement mises hors service peu de temps avant le début de l'invasion russe. Personne ne prévient cependant les militaires sur place de ces visites, qu'ils n'apprendront qu'après l'invasion, par la presse. Leurs préparatifs sont encore davantage compliqués par la résistance de l'entreprise Antonov : alors que leurs commandants demandent aux soldats de creuser des positions défensives, Antonov craint que des câbles souterrains ne soient endommagés. L'entreprise cherche même à limiter le nombre de troupes sur son site, si bien que la petite garnison ukrainienne n'est complète que la veille de l'invasion russe. Aucune mesure de sécurité particulière n'est imposée aux civils travaillant sur l'aéroport et vivant parfois à proximité immédiate. Seuls les exercices d'alertes quotidiens des militaires à partir du 18 ou 19 février troublent le quotidien local.

## Ordre de bataille

### Forces armées ukrainiennes
La plupart des unités militaires citées dans l'ordre de bataille ci-dessous n'ont pas participé dans leur intégralité aux combats : elles ont plutôt fourni des éléments ayant contribué à la défense ou à la contre-attaque au cours de la bataille.
- Force aérienne ukrainienne
  -  7e brigade d'aviation tactique[11]
  -  40e brigade d'aviation tactique[11]

- Forces d'assaut aérien ukrainiennes[9]
  -  80e brigade d'assaut aérien[12]
  -  95e brigade d'assaut aérien[13]

- Armée de terre ukrainienne
  -  72e brigade mécanisée[9]
  -   Légion géorgienne[11]

- Forces d'opérations spéciales
  -  3e régiment des forces spéciales[13]

- Direction générale du renseignement du ministère de la Défense ukrainien
  -  10e détachement spécial[4]

- Garde nationale de l'Ukraine
  -  4e brigade de réaction rapide[9]

- Service de sécurité d'Ukraine
  -   Groupe Alpha[11]

### Forces armées de la fédération de Russie
- Troupes aéroportées de la fédération de Russie
  -  31e brigade d'assaut aéroporté de la Garde[9]
  -  45e brigade Spetsnaz de la Garde[9]

La présence lors de la bataille de l'aéroport de Hostomel de membres de la 11e brigade d'assaut aéroporté de la Garde et de Kadyrovtsy est également parfois rapportée mais semble ne pas avoir été retenue dans les comptes-rendus plus tardifs.

## Déroulement

### Préparation

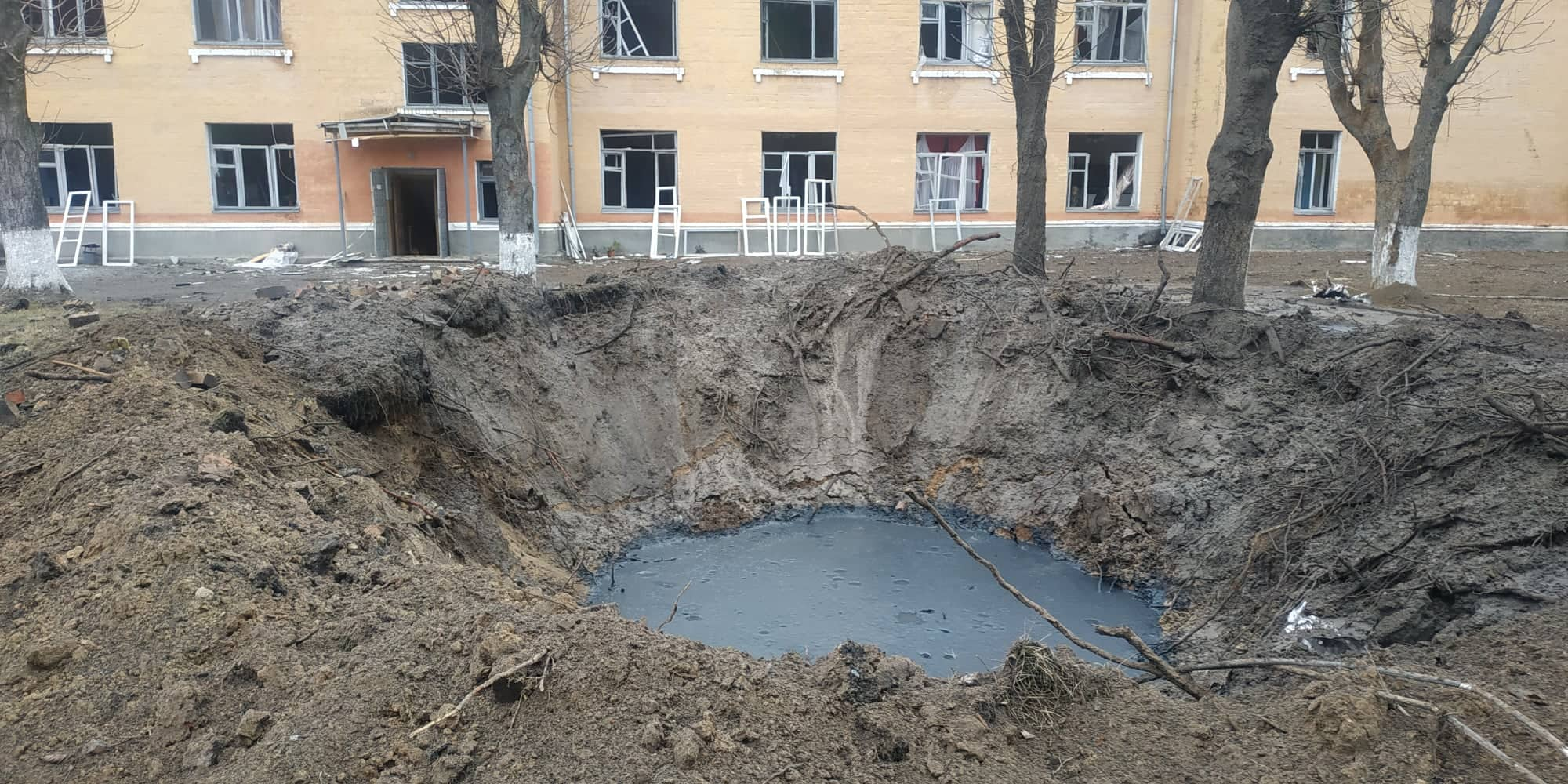
Cratère d'impact de missile 3M-54 Kalibr tombé devant le dortoir civil de l'aéroport de Hostomel.

À 4 heures du matin dans la nuit du 23 au 24 février 2022, la Russie lance son invasion de l'Ukraine par une salve de missiles qui ciblent principalement des aéroports, des entrepôts ou des infrastructures militaires. Une heure après le début de l'invasion, l'alarme est sonnée pour la garnison de Hostomel. Encore une heure plus tard, un missile 3M-54 Kalibr s'abat sur un terrain de parade militaire entre un dortoir civil et un baraquement militaire sur l'aéroport de Hostomel. La cible du missile aurait pu être le dortoir civil, qui était un quartier-général sur les anciennes cartes de l'époque soviétique. Un autre missile manque un bâtiment civil à l'extérieur de l'enceinte de l'aéroport et deux autres tombent sans exploser.
Vers 8 h, un détachement du 10e détachement spécial de la direction générale du renseignement du ministère de la Défense ukrainien arrive sur place en renfort de la garnison. Ces forces spéciales ont pour but de ralentir une éventuelle attaque russe afin de permettre à d'autres unités d'amener des pièces d'artillerie vers l'aéroport.

### Approche des troupes russes
Dans le même temps, les forces d'assaut russes sont assemblées sur l'aéroport VD Bolchoï Bokov, près de Mazyr (Biélorussie), à environ 170 km de Hostomel. En tout, 200 à 300 hommes issus de la 31e brigade d'assaut aéroporté de la Garde et de la 45e brigade Spetsnaz de la Garde montent dans des hélicoptères de transport Mil Mi-8 et dans des hélicoptères d'attaque Mil Mi-24 et Ka-52 Alligator. Pour maintenir la surprise de l'opération, la force d'assaut doit s’infiltrer sur le territoire ukrainien par un corridor dans lequel les radars sont brouillés et les sites de défense anti-aérienne frappés dans la matinée. L'élément de surprise de l'opération se trouve aussi dans ses participants puisque les membres de la 31e brigade d'assaut embarquent dans leurs appareils en pensant qu'ils décollent pour un simple exercice près de Hrodna. Leur vraie mission ne leur est annoncée qu'une fois en vol.
Les soldats russes franchissent la frontière ukrainienne à 9 h 30 et volent à très basse altitude au-dessus du Dniepr. La trentaine d'hélicoptères reste non détectée jusqu'à ce qu'elle arrive en vue du barrage de la centrale hydroélectrique de Kiev vers 10 h 30. Plusieurs missiles sont tirés par la défense antiaérienne ukrainienne sur les appareils de tête : un Ka-52 réussit à atterrir en urgence sur la berge du Dniepr après avoir été touché tandis qu'un Mi-24 s'écrase dans la rivière. Les hélicoptères suivants lancent leurs contre-mesures et bifurquent vers Hostomel, à l'ouest. Ils sont ensuite vus et filmés par des civils ukrainiens le long de la route T1002 en direction de Hostomel.
Malgré le repérage des hélicoptères de la force d'assaut, les défenseurs de l'aéroport (dont le commandant, le major Vitali Roudenko) ne sont prévenus de leur arrivée que par le son des rotors, vers 11 h.

### Prise de l'aéroport
La garnison de l'aéroport, mise en alerte par les frappes de missiles plus tôt dans la matinée, occupe ses positions défensives lorsque la force aéroportée russe arrive. Vingt soldats défendent un radar à l’extrémité nord de la piste avec le canon ZU-23-2, tandis que le reste défend des positions dans la partie sud du complexe. La piste en elle-même est rendue inutilisable avant l'assaut russe : les soldats de 4e brigade de réaction rapide y garent en effet des camions et autres véhicules lourds pour l'obstruer.
Dès les premiers échanges de feu, un soldat ukrainien réussit à toucher et abattre avec un missile Igla un hélicoptère Ka-52 Alligator qui s'écrase sur la piste et crée ainsi opportunément un autre obstacle. Ce premier succès renforce considérablement le moral des défenseurs. Cependant, les 200 à 300 soldats russes réussissent à débarquer sur l'aéroport en deux vagues de dix hélicoptères pour gagner une petite zone boisée et quelques bâtiments. Au fur et à mesure de leur avancée, les Ukrainiens sont dépassés par le nombre, l'expérience de leurs adversaires, et commencent à manquer de munitions. Les Russes connaissent également un certain nombre de difficultés. Malgré le statut d'élite des unités impliquées dans l'assaut et leur habitude des opérations aéroportées, cette attaque en particulier n'a probablement pas été répétée, faute de temps ou de connaissance détaillée du plan par les participants. De plus, l'aéroport offre très peu de couvertures et la force d'assaut est trop petite pour contrôler efficacement une si grande surface. Pour toutes ces raisons, les combats pour le contrôle de l'aéroport durent plus de deux heures, durant lesquelles les défenseurs ukrainiens de la 4e brigade de réaction rapide abattent deux autres Ka-52 et un Mi-8.
Devant les difficultés rencontrées par ses hommes, le commandant ukrainien reçoit l'ordre de ses supérieurs de se retirer de l'aéroport. Cette retraite se passe globalement en bon ordre et permet à beaucoup de soldats de constater que les pertes côté ukrainien sont très légères. Il est en réalité probable qu'aucune perte au combat n'ait été à déplorer dans ce camp. Cependant, les Russes capturent un nombre relativement important de défenseurs : ceux du radar au nord de la piste ne peuvent pas fuir à cause de l'absence totale de couvert de leur côté et un nombre indéterminé de militaires se trouvent dans un abri anti-bombes avec des civils. Lorsque les Russes s’emparent de l'abri, les civils et deux femmes garde-frontières sont relâchés, tandis que les militaires doivent rester. Pendant la retraite des troupes ukrainiennes, les deux obusiers D-30 de la 4e brigade reçoivent l'ordre de tirer sur la piste pour la rendre inutilisable. Ce bombardement est suivi par une frappe menée par deux Soukhoï Su-24.
Pour 13 h, la force d'assaut russe contrôle l'aéroport, mais au prix de lourdes pertes. La position des Russes est en outre très précaire. Une arrivée rapide des renforts transportés depuis Pskov (à deux heures de vol de Hostomel) est prévue initialement ; entre 1 000 et 5 000 soldats embarquent effectivement dans un nombre difficile à déterminer d'avions de transport Iliouchine Il-76 (peut-être jusqu'à une quarantaine mais plus probablement 18), mais leur mission est abandonnée en cours de vol. La raison de cette annulation n'est pas claire mais plusieurs hypothèses peuvent être avancées : la prise de l'aéroport aurait pris trop longtemps, la piste aurait été rendue inutilisable par les frappes ukrainiennes, ou l'implication de coûteux avions de transport aurait été jugée trop risquée au vu des lourdes pertes en hélicoptères de la matinée. Quelle qu’en soit la raison, la première vague de renfort russe n'arrivera jamais. La deuxième vague, qui devait franchir rapidement par la route les 130 km qui séparent la frontière biélorusse de Hostomel n'arrivera pas non plus. En effet, après avoir franchi la frontière vers 5 h du matin, les forces mécanisées et blindées sont ralenties dans un étroit corridor entre Tchernobyl et Ivankiv.
| - Soldats ukrainiens en train de couvrir leur retraite de l'aéroport. - Parachutiste russe manipulant un lance-missile antichar 9M133 Kornet dans une rue près de l'aéroport de Hostomel. |

### Contre-attaque ukrainienne
Face à l'urgence de la situation et pour empêcher les Russes d'établir un pont aérien directement aux portes de la capitale, le commandement militaire ukrainien lance à la hâte une contre-attaque pour reprendre l'aéroport de Hostomel. Une force disparate est rapidement réunie, comprenant des éléments des 80e et 95e brigades d'assaut aérien, de la 72e brigade mécanisée et du 3e régiment des forces spéciales. La 72e brigade, tout particulièrement, est dédiée à la défense de Kiev. Elle est cependant basée à Bila Tserkva, à plus de 70 km au sud. L'unité est également insuffisamment préparée : chargée de tenir un front théorique de 160 km à cheval sur les deux rives du Dniepr, elle ne dispose que de 50 et 60 % de ses effectifs et seuls quelques éléments sont directement à Kiev, pour éviter d'éventer sa présence. La montée de la brigade vers Hostomel est rapide mais chaotique : des camionneurs civils et même des caravanes sont utilisés pour transporter du matériel. Les autres brigades, elles, se déplacent par hélicoptères. Côté russe, les parachutistes ne semblent pas préparer une véritable défense de l'aéroport, peut-être parce qu'ils ne s'attendent pas à une contre-attaque.
Vers 15 h, le Président Volodymyr Zelensky déclare qu'une attaque sur l'aéroport de Hostomel a été ordonnée, mais celle-ci ne démarre vraiment que vers 17 h 30, par de nouvelles frappes de Soukhoï Su-24 et des bombardements, menés cette fois par l'artillerie de la 72e brigade mécanisée. Entre-temps, vers 16 h, le journaliste de CNN Matthew Chance (en) peut filmer et discuter avec des parachutistes russes qui établissent un périmètre défensif autour de l'aéroport.
Après avoir amoindri les défenses russes par leurs frappes, les troupes ukrainiennes fraîchement arrivées passent à l'attaque et réussissent sans difficulté à déloger les Russes, qui n'ont pas réussi à monter une défense efficace. Un attaquant témoignera plus tard que combattre les parachutistes russes était « comme jouer à un jeu vidéo : il suffisait de tirer et de les abattre depuis nos positions à l'extérieur de l'aéroport ». Vers 21 h, l'armée ukrainienne contrôle à nouveau l'aéroport de Hostomel, tandis que les Russes ont battu en retraite dans les bois à l'ouest de la piste. Cependant, sa présence sur place sera de courte durée. En effet, l'avancée russe depuis la Biélorussie se poursuit et les têtes de colonne se rapprochent par le nord. Trop peu nombreux pour tenir le complexe, les Ukrainiens se retirent de nouveau, en bombardant une fois de plus la piste et les installations. Des combats sporadiques continuent toute la nuit, impliquant parfois de simples civils à qui les autorités de Kiev ont distribué des armes dans la journée.
Le lendemain, 25 février 2022, les forces mécanisées russes arrivent enfin à Hostomel : une première vague de 250 véhicules vers midi, puis 114 autres. Les soldats qui composent ces nouvelles troupes sont globalement peu entraînés, mal équipés et paraissent désorientés et ignorants de leur situation aux yeux des civils qui les rencontrent. Un Ukrainien vivant près de l'aéroport raconte notamment avoir rencontré un Tadjik, marchant en traînant son fusil par terre, qui lui a demandé une théière électrique en plastique avec l'intention de la mettre sur le feu pour faire bouillir de l'eau.
Après avoir pris le contrôle de l'aéroport et s'être dispersées le long de la rivière Irpine, ces troupes vivent dans leurs véhicules blindés, ne creusant des tranchées que vers le 1er mars ou 2 mars. L'aéroport de Hostomel sert de base opérationnelle pour les unités des alentours, mais ne remplira jamais le rôle prévu initialement par le commandement russe.

## Conséquences

### Influence sur le cours de la guerre

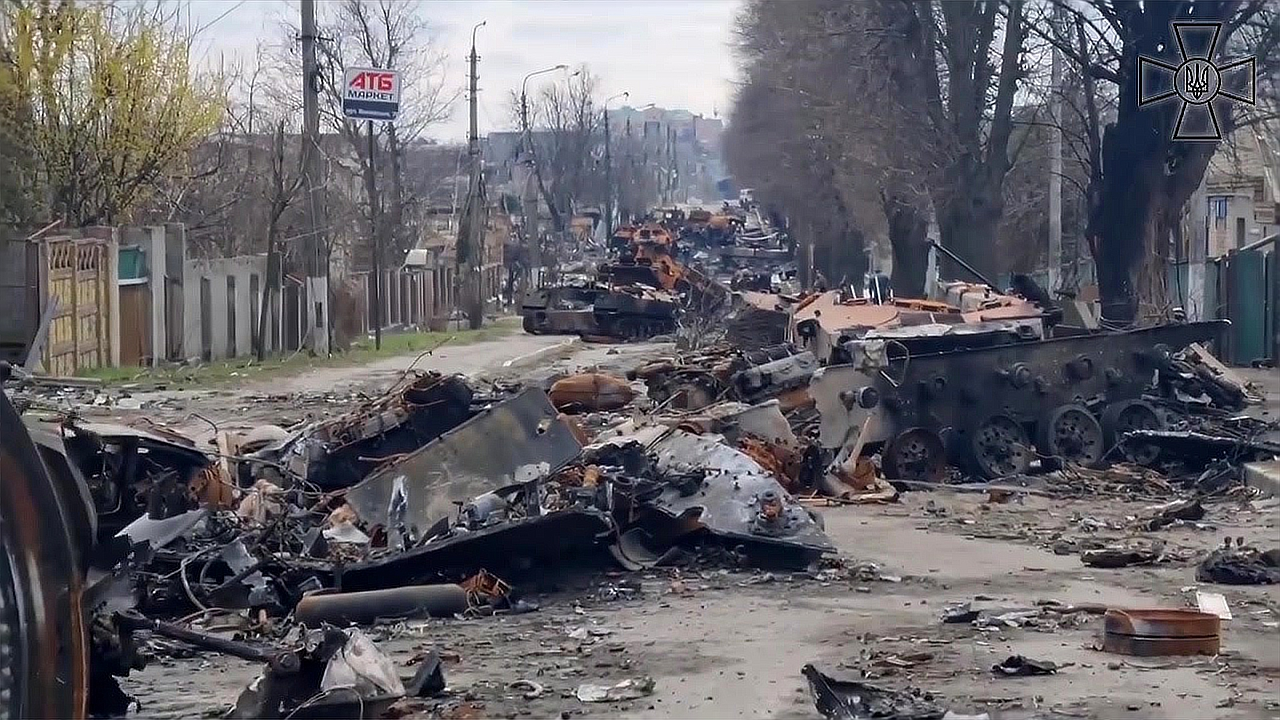
Carcasses de véhicules militaires russes jonchant la rue principale de Boutcha le 6 avril 2022, après une bataille représentative des très lourdes pertes subies par l'armée russe lors de l'offensive de Kiev.

La bataille pour le contrôle de l'aéroport de Hostomel est qualifiée par les analystes Liam Collins, Michael Kofman et John Spencer de « bataille la plus critique de la guerre russo-ukrainienne ». La prise de l'aéroport et une poussée rapide vers le centre de Kiev était le plan d'attaque de l'armée russe, qui n'avait visiblement aucun plan B. Malgré des lacunes ukrainiennes dans la défense de la capitale, les troupes russes n'ont pas dévié de leurs ordres, même lorsqu'une attaque depuis l'aéroport de Hostomel est devenue impossible. La défense, puis la destruction de la piste de Hostomel par l'armée ukrainienne a forcé la Russie à tenter de prendre Kiev « frontalement », dans une bataille urbaine à laquelle l'armée russe n'était pas préparée. Trop peu nombreuses pour prendre Kiev de cette façon, les troupes russes se sont étendues et rendues vulnérables à des frappes sur leurs arrières au fur et à mesure qu'elles cherchaient à envelopper la capitale.
En ayant empêché une conquête rapide de Kiev dès le premier jour de l'invasion, et en continuant à harceler les forces russes autour de la ville, l'armée ukrainienne réussit à atteindre sérieusement les capacités de ravitaillement ennemies et à détruire l'élite de l'armée russe, notamment ses forces aéroportées et les Spetsnaz. Finalement, un mois après le début de l'invasion, l'armée russe se retire progressivement de l'oblast de Kiev sans jamais avoir franchi les limites administratives de la capitale. Après ce retrait, l'armée ukrainienne reprend le contrôle de l'aéroport de Hostomel.
L'échec d'une invasion rapide pousse l'armée russe à se focaliser sur le Donbass et à y mener une guerre davantage portée sur l'attrition que sur le mouvement, qui va faire durer la guerre russo-ukrainienne plusieurs années.

### Pertes humaines

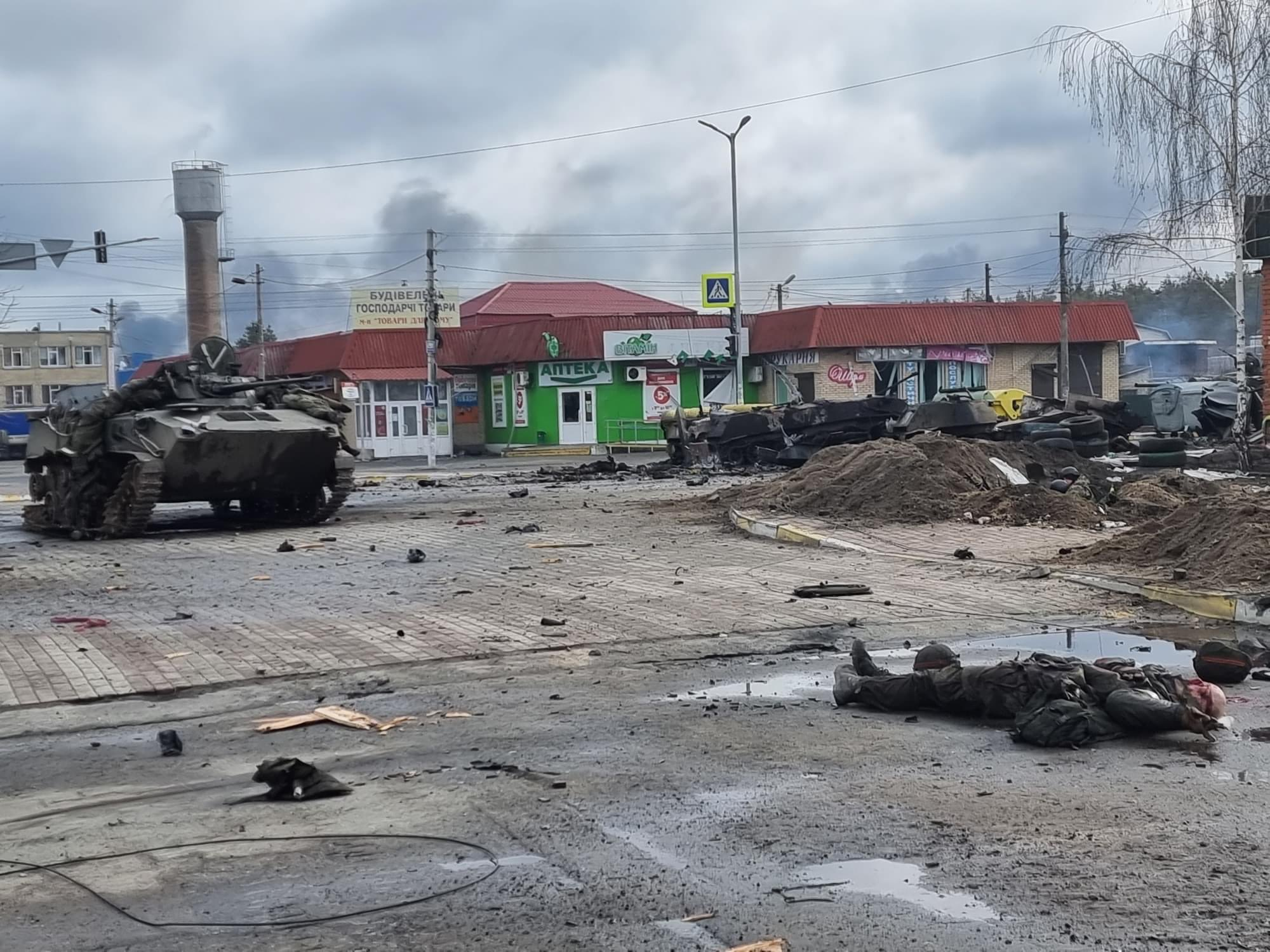
Deux corps de soldats russes dans les rues de Hostomel, le 4 mars 2022.

Les pertes des assaillants russes sont compliquées à établir. Lors d'une allocution le 25 février 2022, Igor Konachenkov (principal porte-parole du ministère de la Défense de la fédération de Russie) déclare qu'aucune perte n'est à enregistrer. Il est cependant contredit le jour-même dans un article de Zvezda, groupe de média officiel du ministère de la Défense. Les journalistes de BBC News Russian estiment en se basant sur des témoignages de soldats ukrainiens que les pertes s'élèvent à 70 hommes au cours de l'assaut initial, sans compter les pertes subies près de la centrale hydroélectrique de Kiev. En étudiant les annonces d'obsèques dans la presse russe, les mêmes journalistes réussissent à identifier 34 militaires de la 31e brigade d'assaut aéroporté de la Garde tués dès le premier jour de l'invasion, dont un chef de bataillon. Le colonel du FSB et blogueur ultranationaliste Igor Guirkine parle de pertes « catastrophiques » lors de l'assaut, mais il est contredit par d'autres blogueurs spécialisés.
Le bilan officiel côté ukrainien fait état de deux morts : un sauveteur du ministère des Situations d'urgence et un travailleur civil d'Antonov (l'absence de pertes militaires est jugée crédible par les analystes Liam Collins, Michael Kofman et John Spencer). Cependant, un nombre assez conséquent de défenseurs est fait prisonnier.

### Pertes matérielles

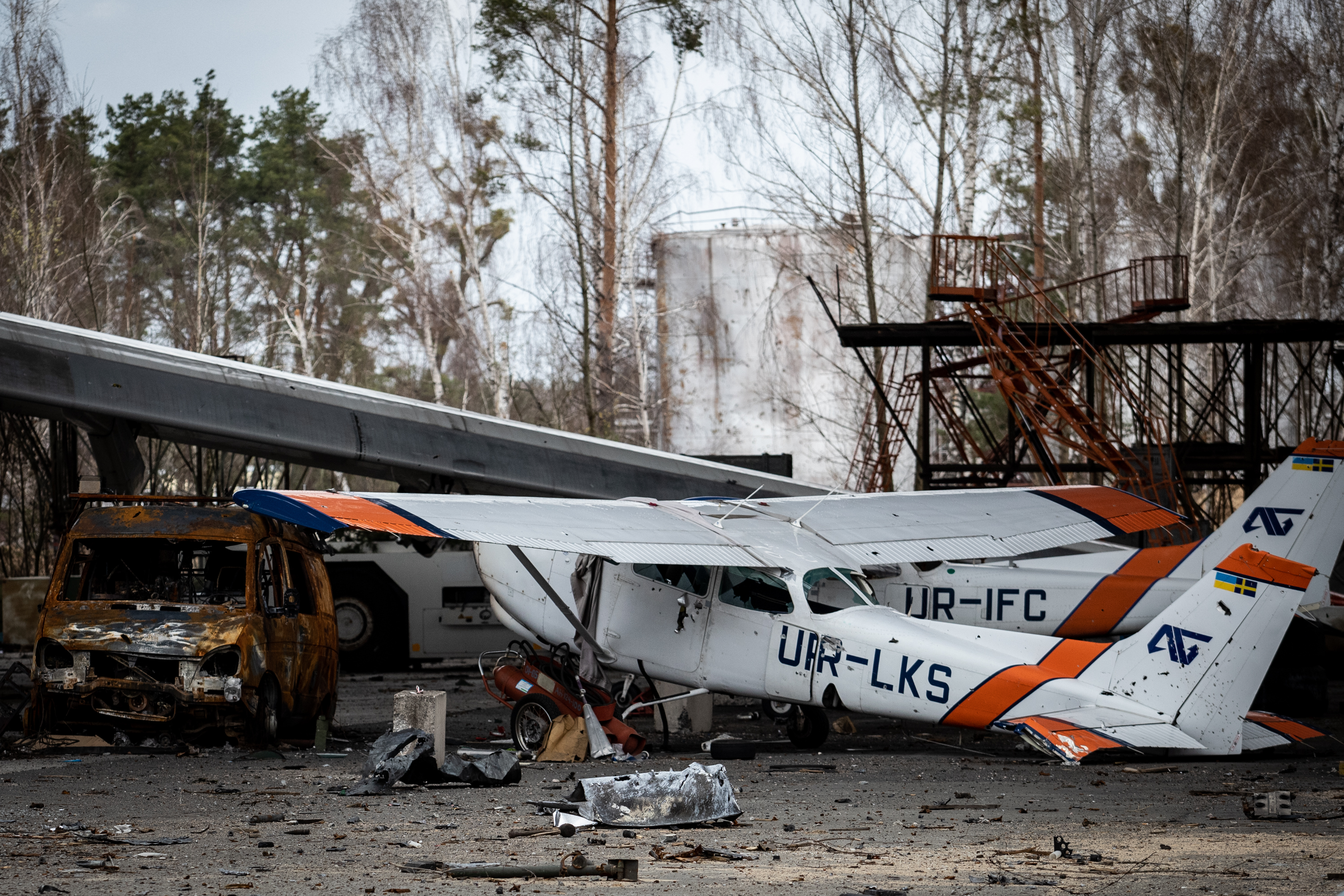
Avions endommagés lors des combats sur l'aéroport de Hostomel.

Les dégâts matériels subis par les belligérants et l'aéroport sont considérables, aussi bien lors de la bataille en elle-même que lors du mois qui suit. Selon un employé d'Antonov présent au début du mois d'avril 2022, lors de la reprise de l'aéroport par les Ukrainiens : « Les bâtiments sont anéantis, les hangars détruits, les avions mutilés. Tout le terrain est jonché d'éclats d'obus, de restes de munitions et d'équipements brûlés ». Près de 150 équipements russes détruits (véhicules comme armes lourdes) sont retirés du complexe.

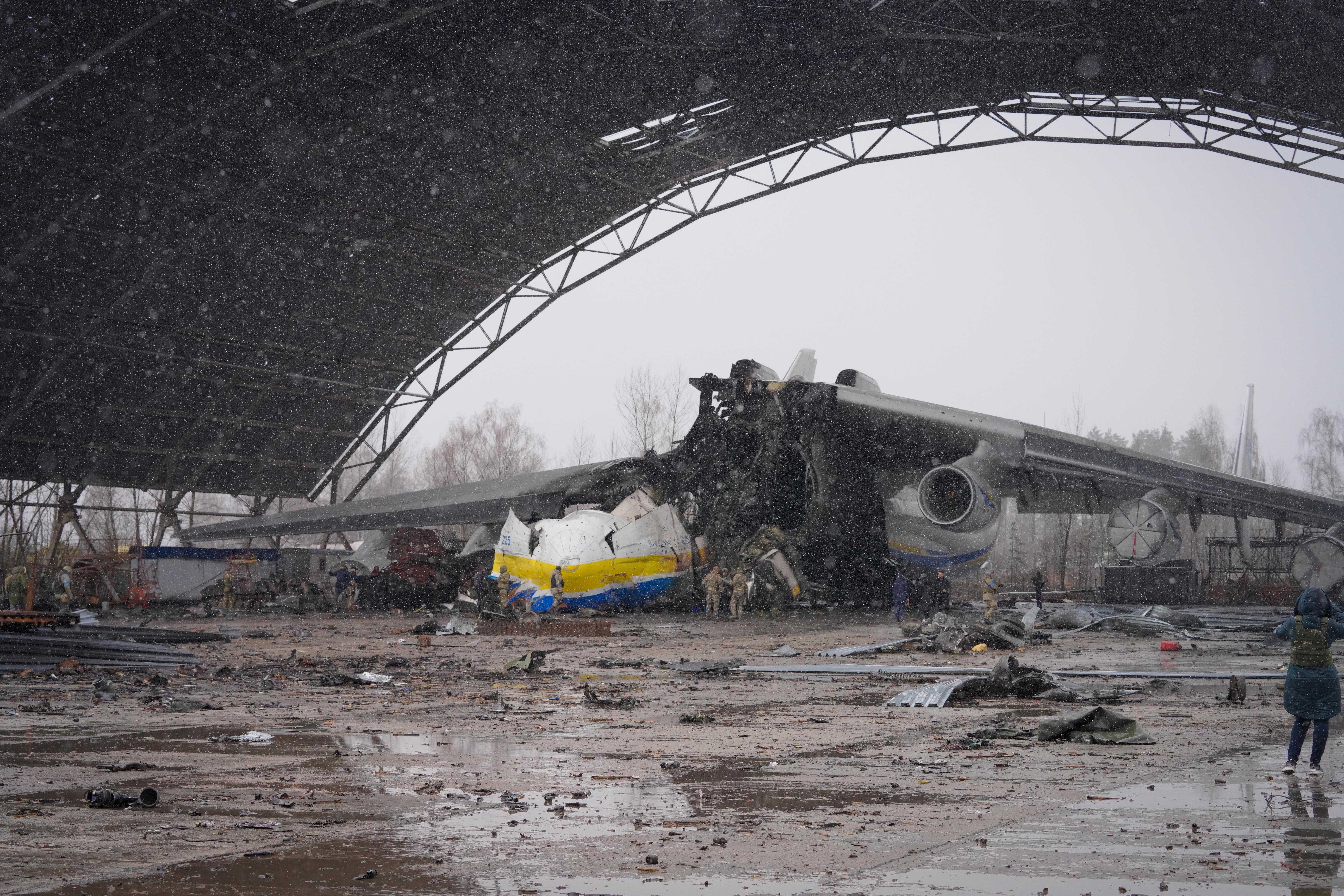
Carcasse de l'Antonov An-225 Mriya sous son hangar sur l'aéroport de Hostomel.

La perte la plus symbolique pour l'Ukraine est celle de l'avion Antonov An-225 Mriya, le plus gros avion-cargo au monde, dont l'unique exemplaire est presque complètement détruit. Mis en service en 1988, le Mriya (« rêve » en ukrainien), était devenu un emblème national dans le pays : il volait à chaque Jour de l'Indépendance, et était utilisé pour convoyer d'importantes quantités d'aide humanitaire (jusqu'à 250 tonnes). Il a notamment participé aux distributions de masques pendant la pandémie de Covid-19. La responsabilité de la destruction de l'An-225 n'est pas claire : il pourrait avoir été détruit aussi bien par des bombardements ukrainiens que russes. Cependant, selon Vladimir Smous (le responsable du contrôle du trafic aérien de l'aéroport de Hostomel), il est possible que l'appareil ait brûlé à cause de la proximité de matériel militaire russe frappé et détruit par l'armée ukrainienne. En effet, la partie la plus endommagée de l'avion (le nez) était la plus proche d'autres matériels carbonisés. Une autre hypothèse des services de renseignement ukrainiens se fonde sur la présence de débris d'une roquette russe de Ka-52 Alligator dans la queue de l'avion. Quelle qu'en soit la cause, le Mriya est détruit aux deux tiers. Dès la fin de l'année 2022, sa reconstruction est envisagée à partir des pièces sauvées de l'exemplaire de Hostomel et de celles qui peuvent être cannibalisées sur un deuxième modèle inachevé et entreposé dans un hangar depuis la chute de l'URSS. Toutefois, le coût de cette reconstruction est très important, au moins plusieurs dizaines de millions de dollars.
La perte de cet appareil unique au monde dès les premiers jours de l'invasion russe devient l'un des premiers symboles internationaux de la guerre russo-ukrainienne : des timbres à son effigie sont édités par la Guinée, le Tchad ou encore le Luxembourg. En Ukraine même, le Mriya est décliné également en produits dérivés de toutes sortes (tee-shirt, maquettes et également timbres).

## Analyse

### Leçons tactiques
À l'échelle tactique, on peut tirer plusieurs leçons de la bataille de l'aéroport de Hostomel.
Premièrement, elle démontre l'importance de l'appui feu pour soutenir un élément au sol derrière les lignes ennemies. Après le départ de leurs hélicoptères peu après la première prise de l'aéroport, les troupes russes sont totalement démunies face aux bombardements et frappes aériennes ukrainiennes, qui s'intensifient dans la soirée.
Deuxièmement, les forces aérospatiales russes sont incapables de réduire au silence les défenses antiaériennes ukrainiennes. Les frappes initiales et les brouillages sur le corridor d'insertion des parachutistes de Hostomel rencontrent un certain succès, mais à l'échelle du front entier, les frappes russes sont un échec (illustré à Hostomel par l'imprécision des frappes de missiles). Les défenses ukrainiennes sont contraintes de bouger brièvement mais referment vite le ciel, empêchant par exemple les renforts aéroportés d'arriver à Hostomel. L'armée russe n'a alors plus la flexibilité, l'entraînement ou simplement des plans pour réagir à cette situation imprévue. En effet, la stratégie russe dans le domaine n'est pas réellement développée : les armées de l'OTAN se basent sur la conservation de la suprématie aérienne plutôt que sur une défense antiaérienne dense et efficace, et les forces russes se préparent donc à combattre un ennemi de ce type plutôt qu'à détruire le réseau antiaérien ennemi.

### Précédents historiques

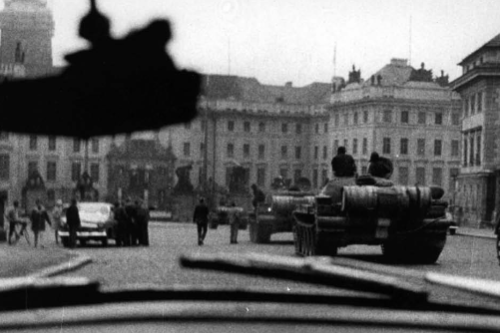
Chars soviétiques sur la place Hradčany, à Prague, le 21 août 1968.

La stratégie globale derrière l'attaque de l'aéroport de Hostomel (à savoir décapiter le gouvernement d'un pays pour obtenir une victoire rapide) a déjà été employée plusieurs fois dans le passé par l'armée soviétique puis celle de la Russie.
Avant l'invasion de la Tchécoslovaquie par les forces du pacte de Varsovie dans la nuit du 20 au 21 août 1968, l'Armée rouge et ses alliés dissimulent leurs préparatifs en prétextant des exercices militaires, tout comme l'armée russe pour l'invasion de l'Ukraine, en utilisant le prétexte des exercices Zapad 2021 (en). Dans les premières heures de l'invasion, une petite force de Spetsnaz et de personnel du KGB sécurise l'aéroport de Prague-Ruzyně. Un deuxième échelon composé d'une brigade de Spetsnaz et d'une division aéroportée arrive et capture rapidement tous les points clés de la capitale tchécoslovaque. Le gouvernement tchécoslovaque réformateur est ainsi décapité avant même que les forces mécanisées venues des frontières du pays n'atteignent Prague.

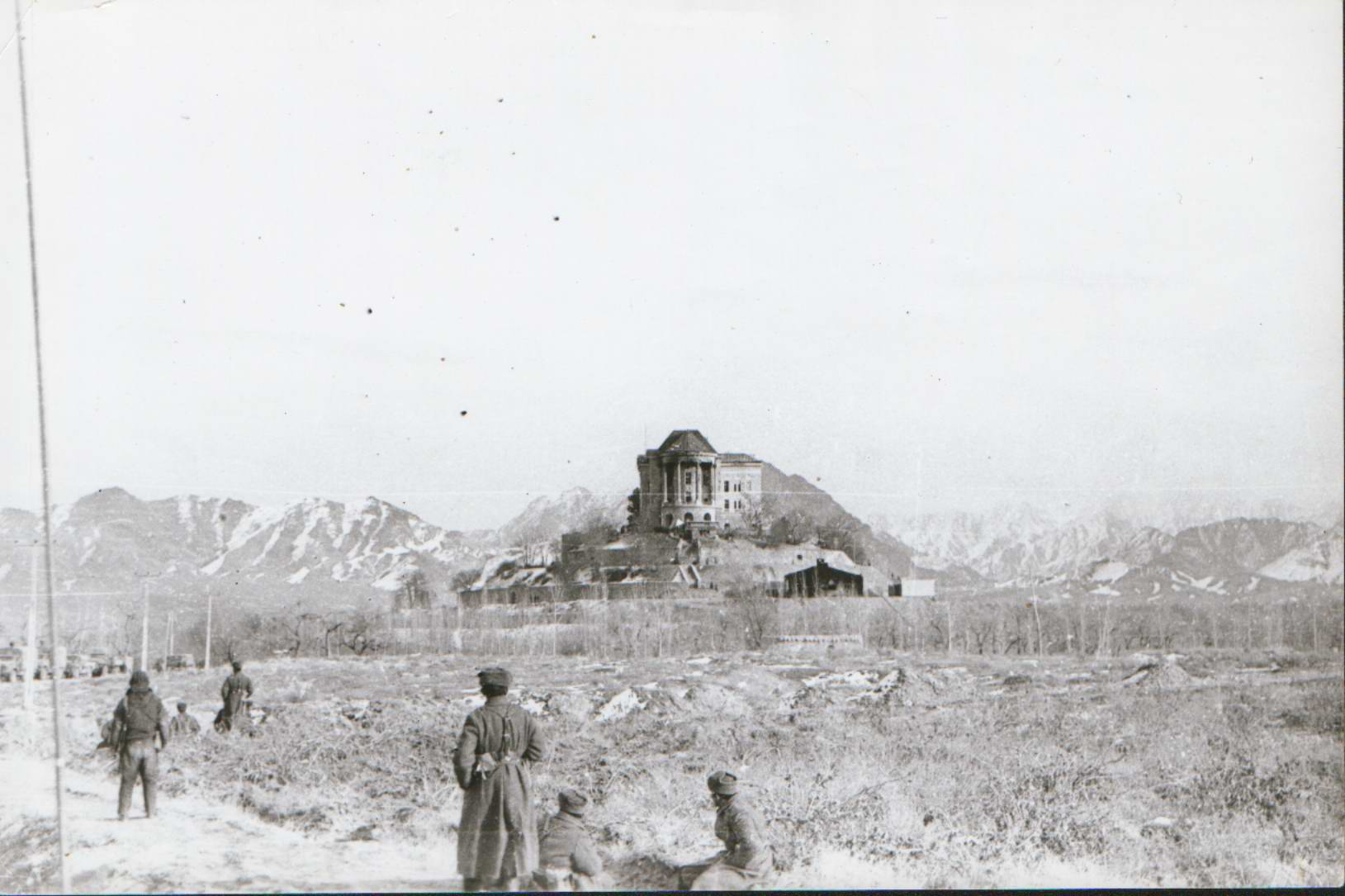
Le palais Tajbeg après l'assaut du 27 décembre 1979.

En 1979, l'URSS réplique l'attaque sur Prague lors de l'ouverture de son invasion de l'Afghanistan, pour capturer rapidement le président du Conseil révolutionnaire de la république démocratique d'Afghanistan Hafizullah Amin et le remplacer par un dirigeant plus contrôlable. L'opération est nommée Chtorm-333. Des éléments d'une division aéroportée et de forces spéciales s’emparent de l'aéroport de Kaboul le 25 décembre 1979 et prennent d'assaut le palais présidentiel. Hafizullah Amin est assassiné et remplacé par Babrak Karmal, tandis que la 40e armée avance depuis la frontière pour pacifier le reste de l'Afghanistan. L'opération initiale est un succès, mais l'Afghanistan est ensuite plongé dans une guerre civile meurtrière de laquelle les Soviétiques se retirent près de dix ans plus tard.

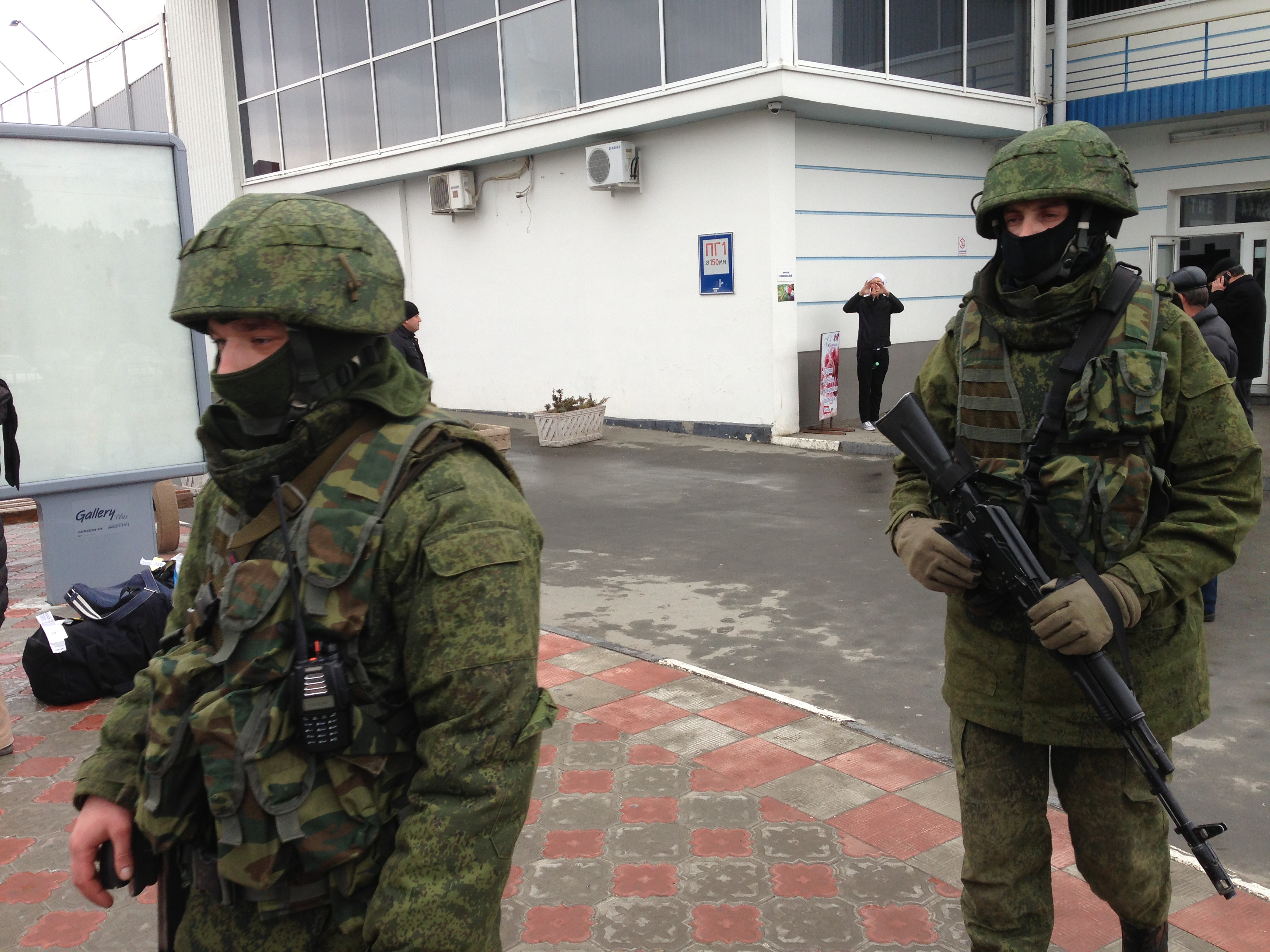
Des hommes armés sans insignes à l'aéroport de Simferopol, le 28 février 2014.

Lors de l'invasion de la Crimée, en 2014, la Russie reprend la même stratégie. De petites forces d'élite, Spetsnaz ou parachutistes, sont engagées, surnommées les « petits hommes verts » en raison de l'absence de signes distinctifs ou d'insignes. Ces forces entourent le parlement local le 27 février 2014 et remplacent le Premier ministre de la république autonome de Crimée Anatoli Mohilev par le dirigeant pro-russe Sergueï Aksionov. Le lendemain, des Spetsnaz prennent le contrôle de plusieurs aéroports dans la péninsule de Crimée, qui servent ensuite à accélérer l'arrivée de troupes et de matériel. Moins d'un mois plus tard, la Crimée est annexée par la Russie avec des pertes humaines minimes (3 morts dans chaque camp).
Tous ces précédents historiques sont qualifiés de « manuel d'invasion russe » par Kevin D. Stringer et Heather S. Gregg ; un manuel qui a été appliqué à la lettre lors de l'assaut sur Hostomel.